# Klein-Burgstall
Klein-Burgstall ist eine Ortschaft und unter dem Namen Kleinburgstall eine Katastralgemeinde der Marktgemeinde Maissau in Niederösterreich.

## Geographie
Klein-Burgstall liegt am nördlichen Ausläufer des Manhartsberges, wo knapp unterhalb auch der Gscheinzbach entspringt. An der Kreuzung nordwestlich des Ortes führen Straßen in alle Himmelsrichtungen.

## Geschichte
Das Dorf befand sich bis 1848 unter den Herrschaften von Wisent und Oberhöflein. Die Ortskapelle Klein-Burgstall wurde 1842 errichtet. Laut Adressbuch von Österreich waren im Jahr 1938 in der Ortsgemeinde Klein-Burgstall ein Gastwirt, ein Gemischtwarenhändler und einige Landwirte ansässig.